# Aroplectrus
Aroplectrus is een geslacht van vliesvleugeligen uit de familie Eulophidae. De wetenschappelijke naam van dit geslacht is voor het eerst geldig gepubliceerd in 1963 door Lin.

## Soorten
Het geslacht Aroplectrus omvat de volgende soorten:
- Aroplectrus areolatus (Ferrière, 1941)
- Aroplectrus contheylae Narendran, 2002
- Aroplectrus dimerus Lin, 1963
- Aroplectrus flavescens (Crawford, 1915)
- Aroplectrus haplomerus Lin, 1963
- Aroplectrus noyesi Narendran, 2011